# 英雄戰犯
《英雄戰犯》（丹麥語：Krigen）是一部2015年托比亚斯·林道赫姆执导的丹麦剧情片，皮魯·艾斯貝克和Søren Malling主演。获得第88届奥斯卡金像奖最佳外语片提名。

## 剧情
讲述一个丹麦连队在阿富汗赫尔曼德省被塔利班俘获，连长 Claus M. Pedersen 被控战争罪行。与此同时，远在丹麦家里的妻子玛丽亚和三个孩子正盼望着他的归来。

## 角色
- 皮魯·艾斯貝克 - Claus Michael Pedersen
- Søren Malling - Martin R. Olsen
- 達爾·薩利姆 - Najib Bisma
- Tuva Novotny - Maria Pedersen
- Charlotte Munck - Lisbeth Danning
- Dulfi Al-Jabouri - Lutfi Hassan

## 制作
丹麦电影学会资助了800万丹麦克朗，取景地位于哥本哈根和土耳其科尼亚，2014年11月杀青。除了主角连长外，其余战士都由曾在阿富汗效力过的丹麦士兵扮演。

## 反响
在Metacritic上获得90分的好评。